# Guerra sardo-catalana
La guerra sardo-catalana va ser un conflicte medieval que va durar uns 70 anys (1353 - 1420) que va veure el Jutjat d'Arborea, aliat amb els Doria i Gènova i parcialment recolzat pel regne de Nàpols, i el regne de Sardenya s'oposaven a cadascun. un altre, part de la corona d'Aragó des de 1324, per la supremacia sobre l'illa.

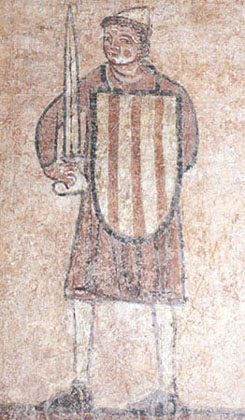
Infant català, segle XIV

## Rerafons

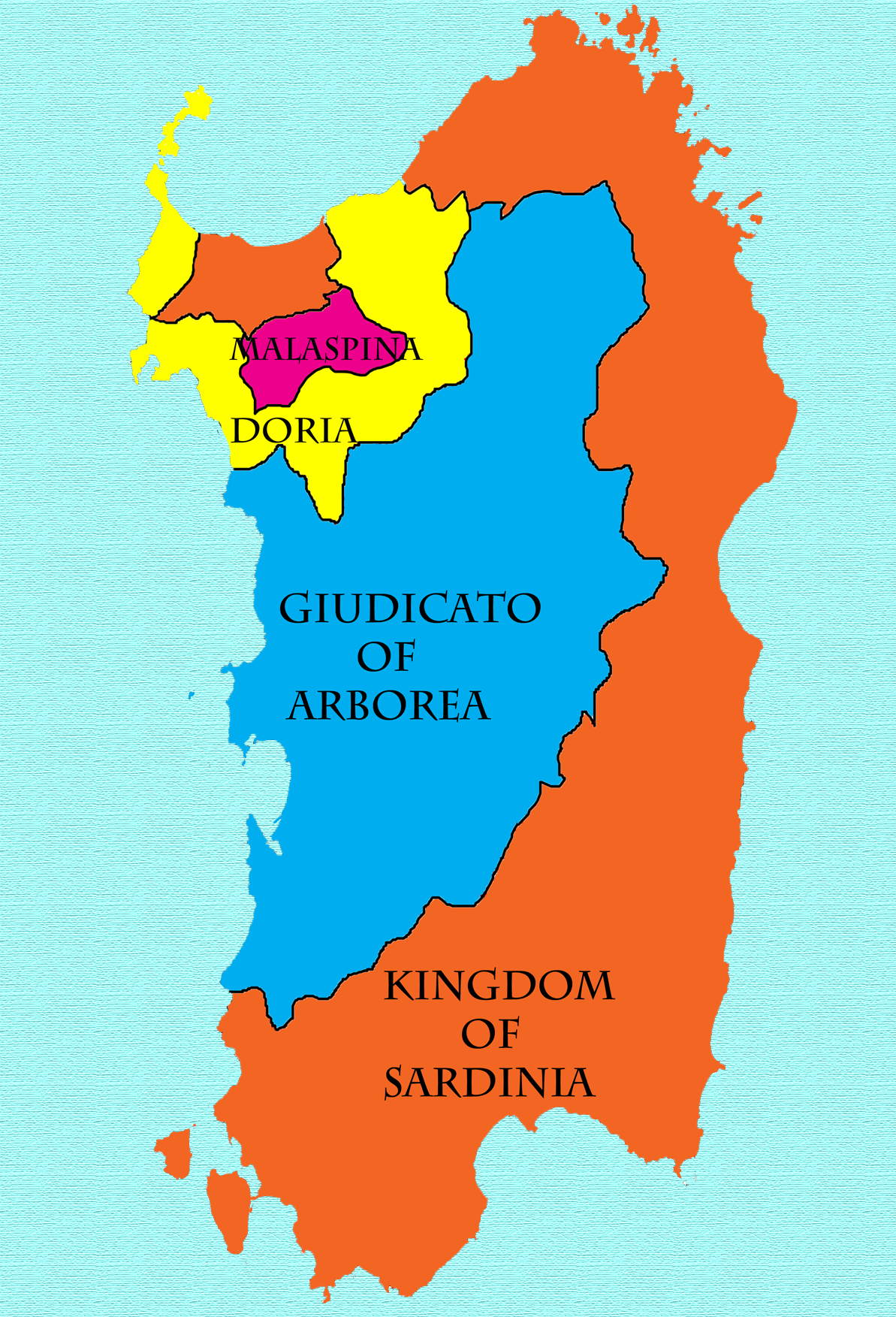
El Regne de Sardenya (taronja) després de la rendició de Pisa el juny de 1326

El 1297 el papa Bonifaci VIII, per resoldre la disputa entre angevins i catalans pel que fa al regne de Sicília (que havia desencadenat aixecaments populars, que després passaren a la història com a Vespres sicilianes ), va establir el Regnum Sardiniae et Corsicae, enfeudant-lo a Jaume II el Just, rei d'Aragó.
La conquesta territorial de Sardenya per part de la Corona catalana només va començar el juny de 1323 quan una poderosa armada va partir del port de Tortosa, Catalunya, cap a l'illa, aleshores sotmesa a la influència de la república de Pisa, Gènova i les famílies Dòria . i Malaspina, així com el Jutjat d'Arborea, l'única entitat estatal del Jutjat supervivent.
El jutge d'Arborea Hug II es va convertir convenientment en vassall de Jaume II d'Aragó, a canvi de mantenir els drets dinàstics, alimentant (erròniament) l'esperança de poder ampliar el seu control sobre el conjunt de Sardenya, com a lloctinent del rei, residint. a Barcelona.
Hug, l'abril del mateix any, havia obert hostilitats contra Pisa i va participar activament en les posteriors accions militars catalanes contra els pisans que, derrotats repetidament per terra i mar (malgrat l'ajuda dels Doria i Gènova), es van veure obligats. cedir les seves possessions sardes (antic Jutjat de Càller i Jutjat de Gallura) als ibers que, juntament amb el municipi de Sassari, esdevingueren el primer nucli territorial del regne de Sardenya.
L'any 1343, a la mort sense fills de Giovanni Malaspina de Villafranca, totes les possessions sardes malaspines van passar per testament a Pere IV d'Aragó, que les va incorporar al regne de Sardenya.
Els catalans es van enfrontar aleshores amb la branca sarda dels Doria, propietaris de vastes porcions de l'ex-Jutjat de Torres, que van intentar ocupar Sassari i que, el 1347, excepcionalment units, van infligir una forta derrota als regnes a la batalla d'Aidu. de Turdu, entre Bonorva i Giave. No obstant això, l'estiu de 1353 durant la Guerra dels Estrets, una flota venecià -aragonesa (capitanada per Nicolau Pisani i Bernat de Cabrera) va derrotar la genovesa (manada per Antonio Grimaldi) a la batalla naval de Porto Conte, davant de l'Alguer, i pocs dies després les tropes catalanes, encapçalades per Bernat de Cabrera, van entrar triomfant a la ciutat dels Doria .

## El llarg conflicte

### 1353-1354
Sentint-se amenaçat per les pretensions de sobirania dels catalans i per la consolidació del seu poder a la resta de l'illa, Mariano IV, jutge d'Arborea, va trencar l'aliança amb els catalans el setembre de 1353 i, aliat amb els doria, va declarar la guerra al regne. de Sardenya.
Les tropes judicials van penetrar al territori de Càller sense trobar cap resistència real dels catalans. Molts pobles es van rebel·lar contra els feudals ibèrics i van prendre partit a favor de la causa arborensa. L'exèrcit de Mariano va ocupar llavors la vil·la de Quartu i va amenaçar la propera ciutat de Càller, la capital del regne.
El 18 de setembre els consellers del governador català, residents a Càller, van demanar ajuda a l'almirall Bernat de Cabrera, que es trobava al Capo di Sopra . L'aprovisionament va ser difícil, ja que Mariano havia tallat tots els subministraments que anaven a Càller i Villa di Chiesa. El 6 d'octubre Cabrera, arribat al sud de l'illa, va derrotar els exèrcits del jutge prop de Quartu i va afluixar el control arborenc sobre la ciutat.

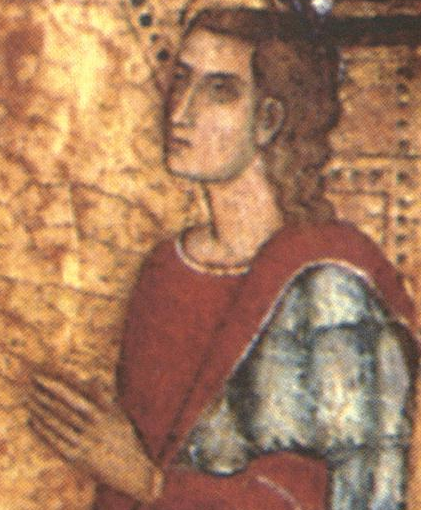
Mariano IV d'Arborea en la seva joventut, Església de San Nicola (Ottana)

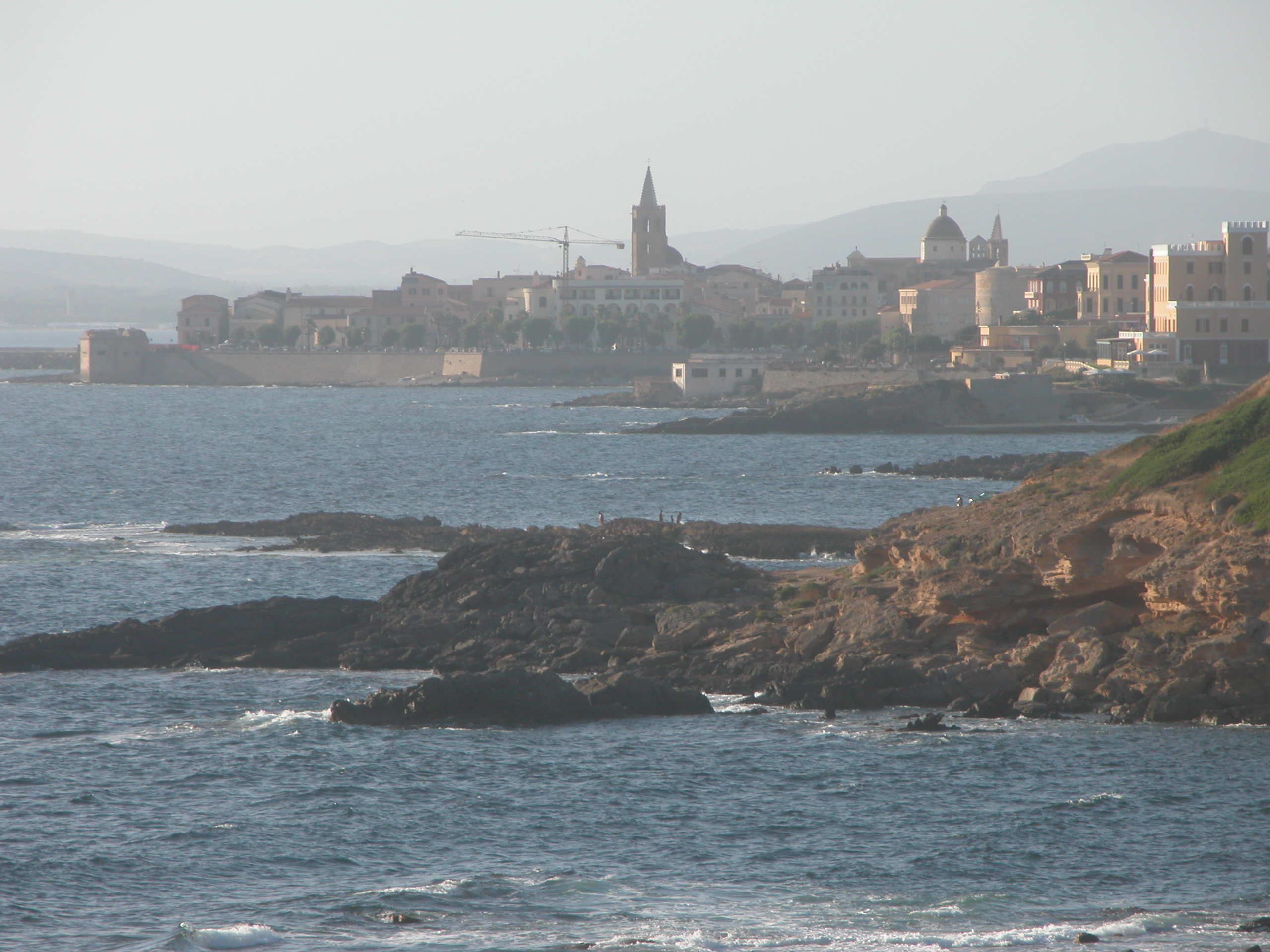
L'Alguer

Mentrestant, al nord de Sardenya, a instigació dels Doria, es van produir nombroses rebel·lions: el 13 d'octubre es va aixecar la fortalesa de Monteleone i el 15 l'Alguer va ser reocupada. A finals de mes Mariano i Matteo Doria van assetjar Sassari amb uns 400 genets i 1000 infants. Al tombant de 1353 els Arborea i els Doria eren amos de quasi tota Sardenya, només les ciutats de Càller, Sassari, Villa di Chiesa i alguns castells van quedar en mans del regne de Sardenya.
Mariano posseïa una capacitat militar considerable i gràcies a les conspicues exportacions de cereals, el seu Jutjat disposava dels recursos econòmics necessaris per sostenir un exèrcit capaç d'afrontar-se en igualtat de condicions amb el de la corona d'Aragó; de fet, comptava amb infants i cavallers reclutats als pobles, un cos de ballestes i soldats de fortuna de diversos orígens (Itàlia, Alemanya, França, Anglaterra) comandats per experts capitans de la península Itàlica

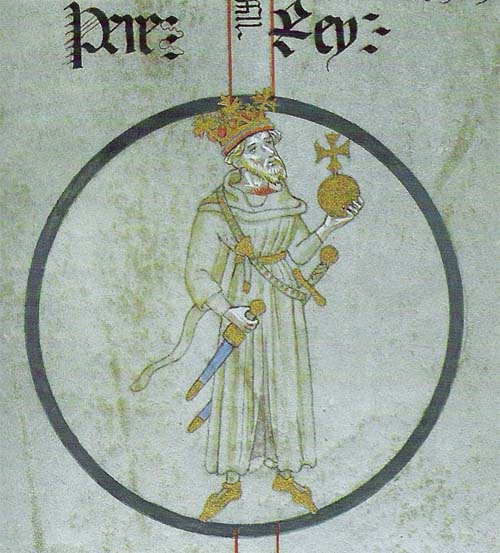
Pere IV el Cerimoniós (monestir de Santa Maria di Poblet, 1400)

A mesura que la situació empitjorava, el rei Pere IV va organitzar una expedició massiva per sufocar la rebel·lió a l'illa. Una gran flota, comandada pel mateix sobirà, va desembarcar el 22 de juny de 1354 a Porto Conte amb l'objectiu de reconquerir la ciutat de l'Alguer.
El setge català, que va durar uns cinc mesos, va acabar en un desastre des de tots els punts de vista, també a causa de la malària que va causar nombroses víctimes entre les files dels assetjadors. Mariano, havent arribat als voltants de la ciutat aliada assetjada, es va posar amb les seves tropes prop de Bosa, però no va donar batalla. Pere per evitar una derrota total va entrar llavors en negociacions amb Mariano.
El 13 de novembre de 1354 es va signar l'anomenada pau de l'Alguer (seguida de la de Sanluri ), amb la qual Mariano va aconseguir diversos dels objectius pels quals havia provocat la revolta: l'autonomia del Jutjat, la llibertat de comerç dels ports arborencs, el feu de Gallura i la clàusula que el governador general del regne de Sardenya era una persona que li agradava. Pere IV va poder prendre possessió de l'Alguer; la població original sardo-lígur, essent progenovesa, va ser evacuada i substituïda per colons catalans.

### 1365-1388
La treva va durar poc i, el 1365, Mariano va tornar a envair els territoris reials penetrant a Campidano i Cixerri. Va conquerir diversos pobles, castells i la ciutat minera de Villa di Chiesa (actual Esglésies), que, revoltada contra els catalans, s'havia passat al seu costat. A la primavera de 1366 va fer construir un campament fortificat prop de Selargius per bloquejar els subministraments a Càller que, però, no es va rendir.Amb el suport genovès, el jutge d'Arborea també va obrir un nou front al nord de l'illa.
El juny de 1368, un exèrcit català dirigit per Pedro Martínez de Luna va desembarcar a Càller i va marxar cap a la capital de Giudicati, Oristano, que fins aleshores mai havia estat assetjada per les tropes catalanes. El fill de Mariano, el donnicello Hug va venir al rescat de la ciutat amb un exèrcit reclutat als territoris ocupats. Mentre els catalans es preparaven per a la batalla, Mariano va abandonar la ciutat assetjada atacant-los per sorpresa per darrere i derrotant-los prop de Sant'Anna.
L'any 1369, després d'un breu setge, també es va conquerir Sassari i després Osilo i el 1370 la presència aragonesa a Sardenya es va reduir, per tant, només a les ciutats de Càller i l'Alguer i als castells de San Michele, Gioiosa Guardia., Acquafredda i Quirra. El 1374 la flota de la República de Gènova, en suport de Mariano, va atacar el port de Càller però va ser rebutjada per la resistència de les tropes reials.
Just en el cim del seu poder, Mariano IV va morir el maig de 1375 potser afectat per una epidèmia de pesta.

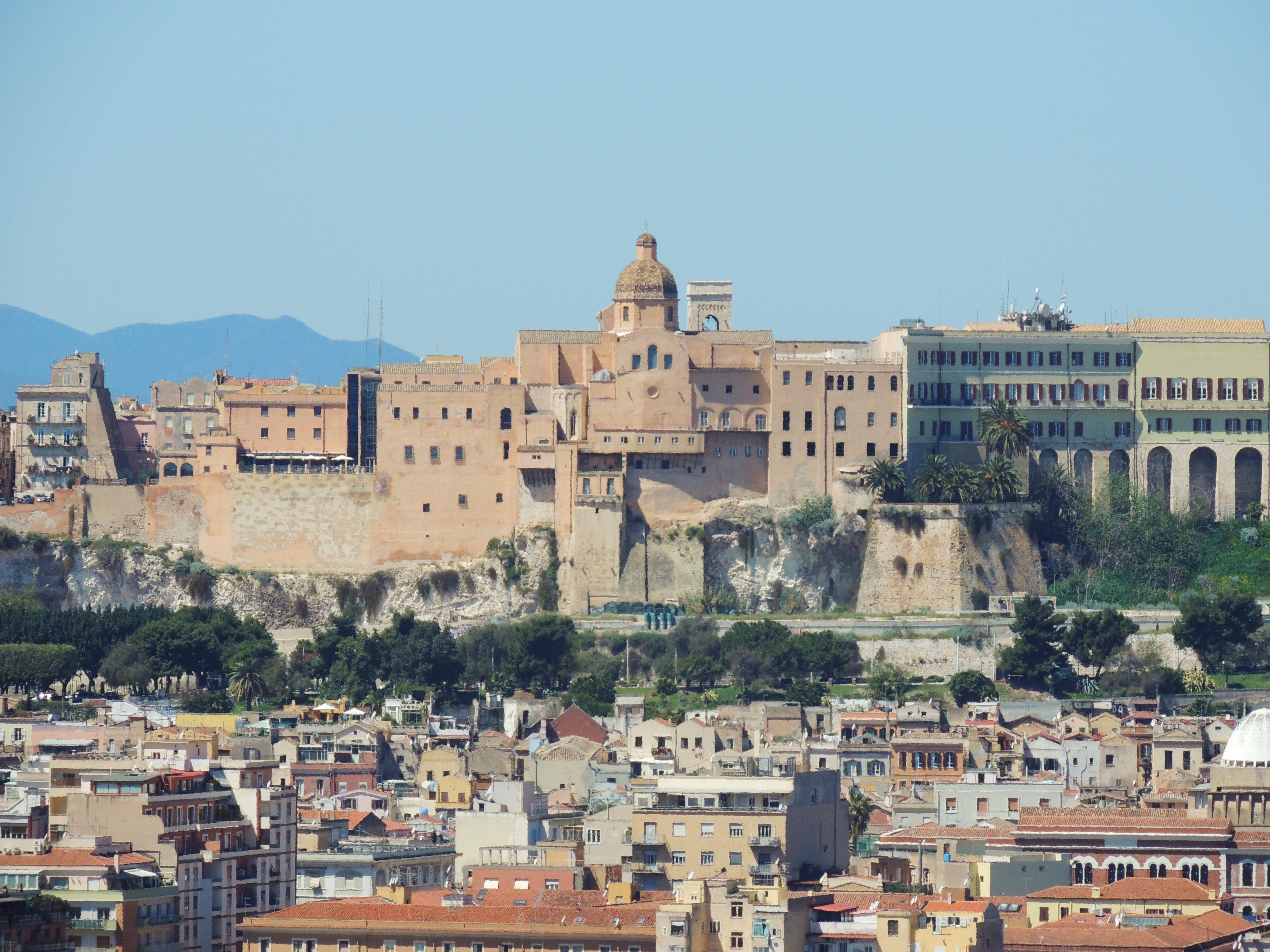
Vista de les muralles orientals de Castello, Càller

Quan el jutge va desaparèixer, va prendre el relleu el seu fill gran Hug, amb el nom dinàstic d'Hug III d'Arborea, que va continuar la política d'expansió territorial desitjada pel seu pare. Tanmateix, les seves gestes militars no van ser rellevants i iguals a les del seu pare i les ciutats de Càller i l'Alguer van romandre invictes. El seu regnat va ser de curta durada i, com el seu avantpassat Giovanni de Bas-Serra, Hug III, juntament amb la seva única filla, Benedetta, van ser assassinats el 1383 durant un tumult.
Hug va ser succeït per Frederic di Arborea i després, el 1387, per Mariano V, tots dos fills d'Eleonora d'Arborea i Brancaleone Doria. Tanmateix, al ser menors d'edat, el tron va ser heretat de facto per la seva mare Eleonora que l'any 1388 estipulà un tractat de pau amb Aragó, comprometent-se a retornar els territoris conquerits pels seus predecessors.

### 1390-1420

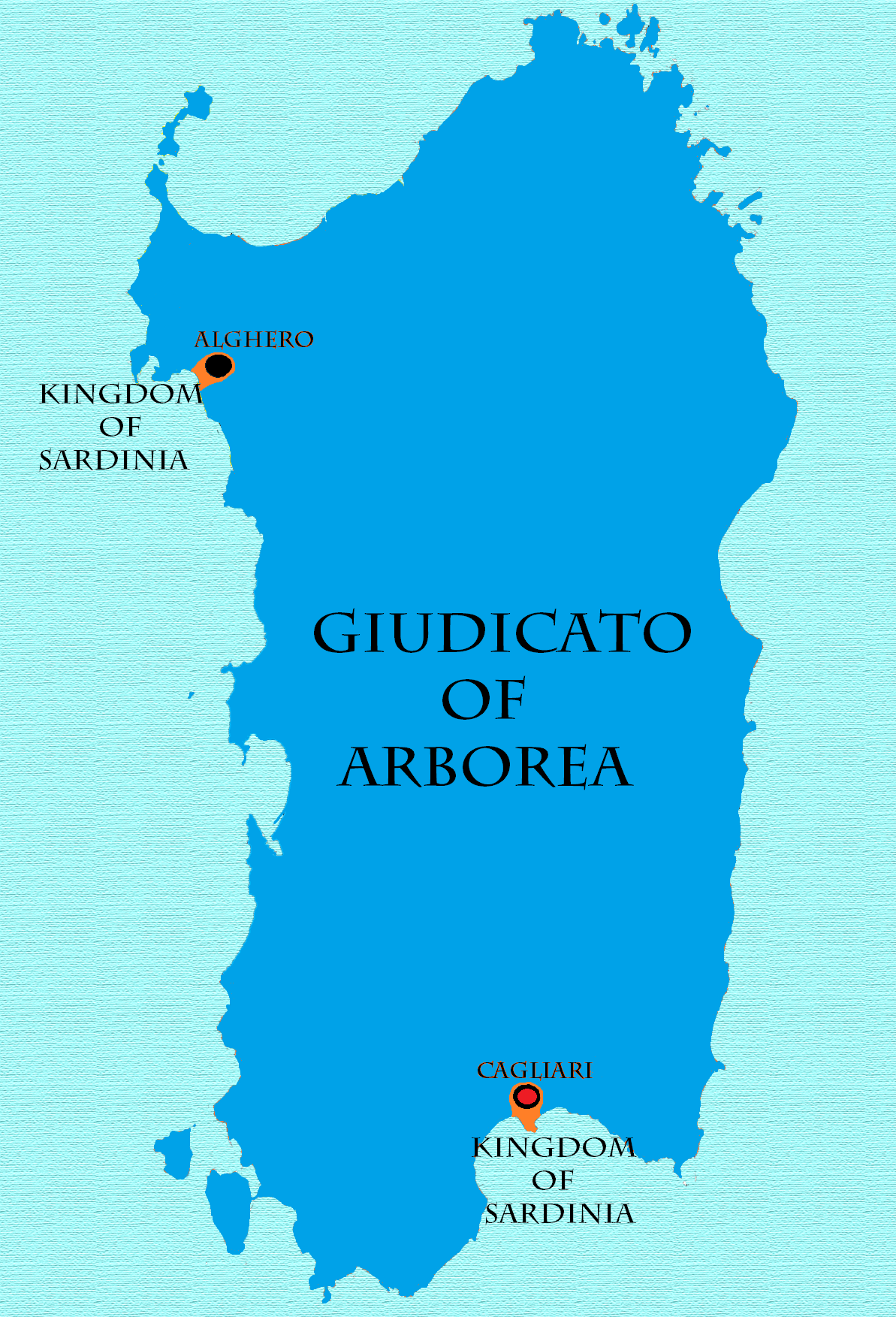
La situació política de l'illa en els períodes entre 1368 i 1388 i 1392 i 1409. El regne català de Sardenya i Còrsega (taronja) i el Jutjat d'Arborea (blau)

Al cap d'uns anys, les hostilitats entre les dues parts es van reprendre quan, alliberat pels catalans, Brancaleone Doria va violar el tractat de pau signat per la seva dona i Joan I d'Aragó, considerant-lo invàlid com a extorsionat amb xantatge. L'1 d'abril de 1391 marxà contra Castel di Cagliari ; el 16 d'agost, amb el seu fill Mariano V al seu costat, va ocupar Sassari i Osilo. Al setembre va conquerir els castells de Fava, Pontes, Bonvehì i Pedres, deixant només l' Alguer i Longosardo als seus adversaris . Després va entrar a Villa di Chiesa i Sanluri. En una carta escrita a Sanluri el 3 de febrer de 1392 Brancaleone va anunciar que havia recuperat tots els territoris posseïts el 1388.
Les operacions militars van acabar, però, amb l'encallament: si Arborea ja tenia la supremacia a terra, arribant a amenaçar el reducte de Longosardo, els catalans van continuar mantenint el mar sota control. A l'estiu de 1406 Brancaleone va reprendre l'ofensiva envaint moltes terres de l'antic Jutjat de Càller i Ogliastra, va ocupar el castell de Quirra, va atacar Longosardo i va assetjar Càller.
El seu fill i jutge Mariano va morir aviat - Eleonora va morir cap al 1404 - Brancaleone va caure en desgràcia (va morir el 1409) i el tron Arborea va ser ofert per la Corona de Logu a Guillem III de Narbona (nebot de Beatrice, germana d'Hug III i Eleonora). ) que esdevingué jutge amb el nom de Guillem II. Aprofitant la crisi dinàstica, l'hereu de la corona d'Aragó, Martí I de Sicília el Jove, va desembarcar a Sardenya el 6 d'octubre de 1408 amb un poderós exèrcit comandat per Pietro Torrelles. Després que els intents diplomàtics de trobar un acord van fracassar, la guerra va reprendre el seu curs. L'enfrontament entre els dos bàndols va tenir lloc al camp de Sanluri en un lloc anomenat actualment su Bruncu de sa battalla. Les tropes del regne de Sardenya van dividir l'exèrcit judicial, dirigit per Guillem, en dues seccions. El costat esquerre estava desbordat a la localitat anomenada s'occidroxiu (l'escorxador); la dreta es va dividir en dues restes: el primer es va retirar cap a Sanluri, però va ser assolit i aniquilat, el segon es va refugiar a Monreale i va resistir. El 4 de juliol , Villa di Chiesa es va rendir a Giovanni de Sena. Va ser un autèntic desastre per als Arborea, encara que Martí el Jove va morir poc després a Càller el 25 de juliol de 1409 de malària, probablement contreta després de la batalla. Guillem III de Narbona (Guillermo II com a jutge d'Arborea) va tornar a França per demanar ajuda i va deixar, com a jutge de fet, el seu cosí, Leonardo Cubello, descendent d'Hug II.

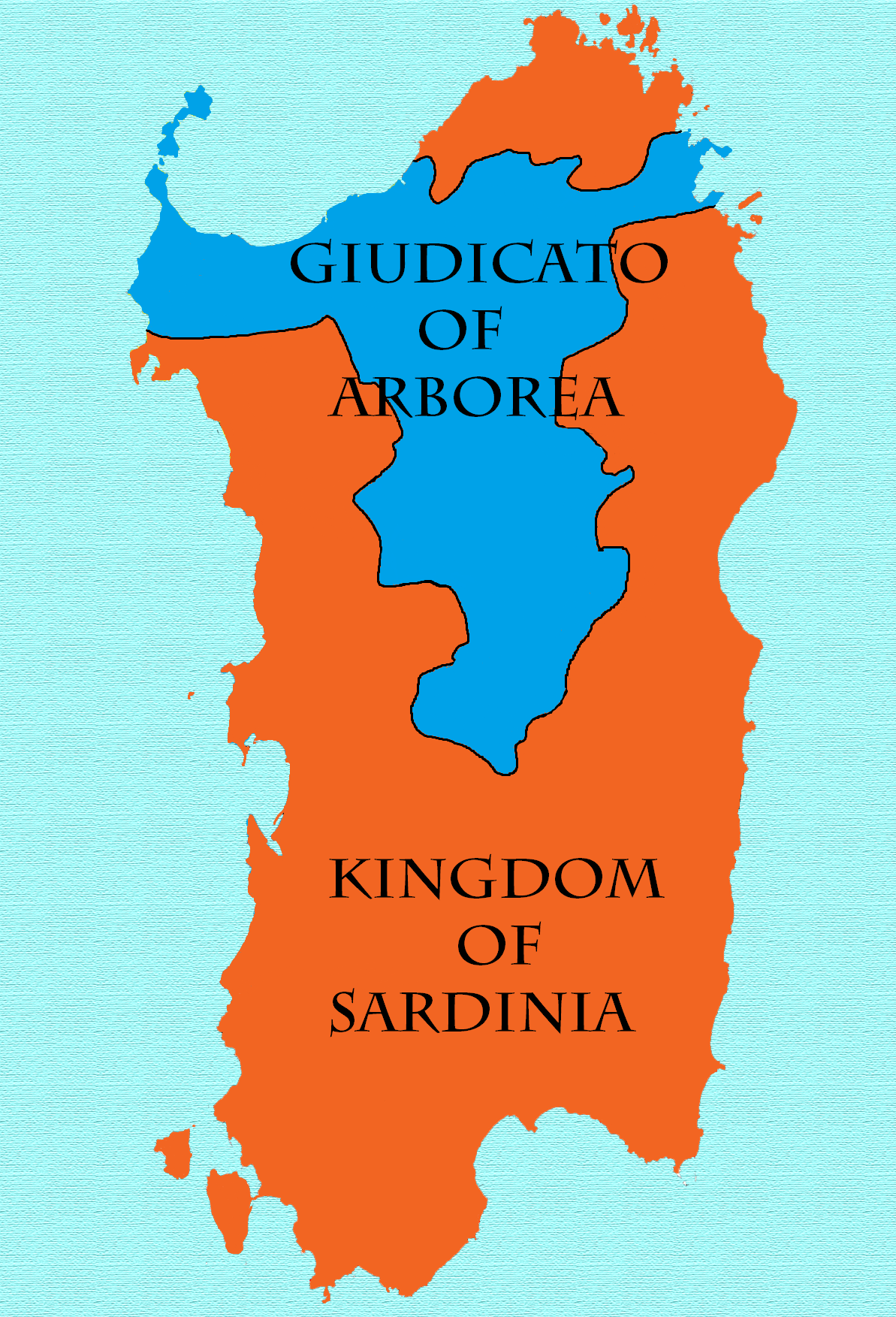
Territoris del Regne de Sardenya (taronja) i del Giudicat d'Arborea (blau) entre 1410 i 1420

No obstant això, la forta derrota patida a Sanluri no va doblegar del tot els d'Arborea. La lluita es va reprendre i el 17 d'agost l'exèrcit Giudicati va rebutjar un atac violent contra Oristano per part de Guillem Ramon de Montcada. L'endemà Pietro Torrelles va liderar els soldats del regne de Sardenya en la batalla que va tenir lloc a la plana entre Sant'Anna, Fenosu i Santa Giusta, recordada com la Segona Batalla (Segona battalla ), sortint al camp -segons espanyols. fonts - més de 6.500 dels seus homes. El conflicte encara no s'havia conclòs, l'exèrcit del regne de Sardenya va demanar i obtenir reforços. Els habitants d' Arborea es van defensar amb força i van passar set mesos abans que Pietro Torrelles conquerís els castells de Monreale, Marmilla i Gioiosa Guardia . Però aleshores, el gener de 1410, Pietro Torrelles va ocupar Bosa i va posar Oristano sota setge, on finalment Leonardo Cubello va signar, a l'església de San Martino extramurs, la rendició de la ciutat i de tota l'Arborea històrica que es va perdre en el Regnum Sardiniae et Còrsega . Oristano i els Campidani de Cabras, Milis i Simaxis li van ser donats com a feu amb el títol de marquès d'Oristano . Els territoris d'Arborea de l'antic Jutjat de Torres, dos curatoris del Jutjat de Gallura i el Barbagia de Belvì, d'Ollolai i de Mandrolisai van romandre judicials.
A la primavera del mateix any Guillem II de Narbona va tornar de França, va organitzar els territoris supervivents i va traslladar la «capital» del Jutjat a Sassari. Amb l'ajuda de Nicolò Doria va recuperar el castell de Longosardo i va amenaçar Oristano i l'Alguer, on Pietro Torrelles, capità general i lloctinent del rei, va morir aquell any plagat de malària. La guerra va continuar i entre el 5 i el 6 de maig de 1412 aconseguí entrar a l'Alguer juntament amb els sassaris i els milicians francesos, però després fou rebutjat i obligat a desistir per la ferotge resistència dels algueresos.
Convençut que no podia millorar la situació, Guillem va negociar primer amb el rei Ferran I d'Aragó, després amb el seu fill Alfons V el Magnànim. L'acord es va arribar el 17 d'agost de 1420 i el que quedava de l'antic Jutjat es va vendre per 100.000 florins d'or.

## Conseqüències
Les dècades en què va tenir lloc el conflicte van ser de les més fosques de la història de Sardenya. Entre les conseqüències més evidents, a més de l'extinció del Jutjat d'Arborea i, per tant, de la fi de qualsevol esperança sobirana per part dels sards, hi va haver el despoblament i la desaparició de centenars de nuclis habitats provocats per accions bèl·liques, per les recurrents epidèmies d'època i l'esclavitud de milers de presoners sards deportats als territoris ibèrics de la Corona d'Aragó i en particular al regne de Mallorca.